# Borgo Schirò
Borgo Giacomo Schirò è una frazione ricadente nell'amministrazione territoriale del comune di Monreale.
Il piccolo borgo è sito a circa 12 chilometri di distanza dal comune di Corleone.

## Geografia fisica
Il borgo è posto sulle ondulate propaggini dell'Alto Belice Corleonese, in una zona a fortissima vocazione agricola (frutta, vigneti, cerealicoltura), caratterizzata da un paesaggio campestre scarsamente antropizzato, con presenza di poche case sparse ed aziende agricole. È ad alcuni chilometri di distanza da Rocca Busambra e dalla Riserva naturale di bosco Ficuzza.

## Storia
Nacque alla fine degli anni trenta del Novecento per volere del regime fascista con l'obiettivo, insieme alla costruzione di altri borghi in varie zone della Sicilia, di favorire la colonizzazione del latifondo e di permettere ai contadini di poter vivere vicino alle terre da coltivare evitando così l'emigrazione verso le città ed il conseguente abbandono dei campi.
Il nome fu dato in onore di Giacomo Schirò, medaglia d'oro al valor militare, giovane albanese arbëresh ucciso con 53 coltellate per le strade di Piana degli Albanesi (il quale territorio é nelle vicinanze del borgo) il 23 luglio 1920. Il progetto fu realizzato dall'architetto Girolamo Manetti Cusa e la realizzazione fu affidata all'impresa Mario Odorisio.
Oltre alle abitazioni dei contadini (circa una ventina) il borgo comprendeva anche una chiesa con l'annessa canonica, la scuola elementare per permettere ai figli dei contadini di essere istruiti, un negozio di generi alimentari e tabacchi, un sala da barba, un ambulatorio medico, una rivendita, botteghe per artigiani, un ristorante ed una fontana. Tra gli edifici istituzionali sorgevano il Municipio e la caserma.
Borgo Schirò visse il periodo di suo massimo splendore tra gli anni quaranta e gli anni cinquanta costituendo una realtà urbana compatta, viva e dinamica in cui si potevano contare circa 100 abitanti.
Nel 1942 il borgo avrebbe dovuto essere oggetto di ampliamento, realizzando uffici, officine, ambulatorio veterinario ed alloggi, ma a causa della guerra le opere non furono mai iniziate.
Nel 1948, nel 1953-54 e nel 1958-1965 sono stati effettuati diversi interventi di manutenzione straordinaria per la riparazione dei danni bellici.
Tra la fine degli anni cinquanta e gli inizi degli anni sessanta iniziò il declino del borgo che si andò spopolando sempre più e cadde lentamente nell'oblio. Nemmeno l'approvazione della legge sulla riforma agraria del 1950 e le attività dell'Ente per la Riforma Agraria (ERAS), poi diventato Ente di Sviluppo Agricolo (ESA), riuscirono ad evitare l'abbandono del territorio. Infatti la cooperazione forzata fra enti pubblici e contadini ed i pochi ettari (appena 4) assegnati a questi ultimi non diedero risultati positivi e la conseguenza fu un'emigrazione massiccia ed irrefrenabile.
Agli inizi degli anni settanta a Borgo Schirò persisteva un'atmosfera surreale. Rimasero soltanto la famiglia Sollazzo che gestiva il negozio di generi alimentari e tabacchi presso cui si rifornivano i contadini che andavano a coltivare i campi vicini ed il parroco che continuava a celebrare la messa presso la chiesa e che vedeva qualche fedele partecipare soprattutto la domenica.
Successivamente il Borgo fu oggetto ripetuto di furti e ruberie che portarono il signor Sollazzo e la sua famiglia ad abbandonare il negozio ed a trasferirsi a Corleone. L'unico che riuscì a resistere fu il parroco che fino agli anni 2000 fu l'unico abitante di Borgo Schirò; ma anche lui, a causa dei continui furti di statue, arredi ed altri paramenti sacri e di atti vandalici, dovette cedere e chiese di essere assegnato ad un'altra parrocchia.
Oggi di Borgo Schirò rimane una piazza deserta circondata da abitazioni vuote e malridotte con muri e strutture pericolanti e semidistrutte, illuminazione e segnaletica inesistente e con la vegetazione che ha invaso marciapiedi e cortili.